# Dracula: Resurrection
Dracula: Resurrection (в локализации компании «Бука» — «Дракула: Воскрешение») — компьютерная игра в жанре квест. Разработана компанией Canal+ для PC и игровой консоли Sony PlayStation и издана France Telecom Multimedia в 1999 году. Русская версия игры для ОС Android издана компанией Бука 18 декабря 2014 года. 27 февраля 2015 года русская версия игры вышла для iOS.

## Сюжет
Действие игры происходит в 1904 году, через 7 лет после того, как Джонатан Харкер и его друг Квинси убивают графа Дракулу в небольшой деревне Борго. Это битва стоила Квинси жизни. Но кровосос не был уничтожен. Спустя время, Дракула заманивает возлюбленную Джонатана Мину к себе в замок в Трансильванию. Мина пишет письмо Джонатану, где она рассказывает всё о Дракуле и о ней, и прощается с ним. Джонатан из Великобритании отправляется в Трансильванскую деревню Борго где был убит Квинси, и где рядом находился замок Дракулы. Джонатан Харкер любым способом хочет спасти любимую и навсегда уничтожить графа Дракулу.

## Персонажи

### Джонатан Харкер

Джонатан Харкер

Главный герой игры и оригинальной повести. Лондонский юрист, муж Вильгельмины Харкер. После исчезновения своей жены отправляется в замок графа Дракулы. Джонатана Харкера озвучил Дэвид Гэзмен.

### Барина
Появляется только в начале игры. Очень добрая женщина, хозяйка небольшой таверны. Помогает главному герою, но и пытается отговорить его от похода в замок Дракулы. Озвучена Лизой Джейкоб.

### Миша
Появляется только в начале игры. Пьющий старик, постоялец таверны. Помогает главному герою, но, как и Барина, пытается его отговорить от похода в замок Дракулы. Озвучен Стивом Гадлером.

### Вильгельмина Харкер
Жена Джонатана Харкера, убежала от него в замок Дракулы. Появляется только в конце игры.

### Дракула
Вампир, главный герой игры и оригининальной повести. Появляется только в конце игры. Озвучен Аланом Вагнером.

### Квинси
Появляется только в начальном ролике. Убит во время битвы с Дракулой.

## Локации

### Деревня
Начальная локация. Здесь находятся пристань, мост, таверна Барины и кладбище. К замку Дракулы отсюда ведут только два пути — старый мост и шахта, вход в которую в домике на пристани. Также под деревней есть малая шахта, вход в которую в подвале таверны Барины.

### Шахта
Путь, ведущий в замок Дракулы. Вход в ней находится в домике на пристани. В шахте существует заброшенная железная дорога и вагонетки.

### Замок Дракулы
Последняя локация в игре. Здесь живёт Дракула и его приспешники. Также здесь находятся Дорго и Мина.

## Критика
| Сводный рейтинг | Сводный рейтинг |
| Агрегатор       | Оценка          |
| --------------- | --------------- |
| GameRankings    | 63,92 %         |

Согласно агрегатору обзоров Metacritic, компьютерная версия получила «смешанные или средние отзывы» критиков, с оценкой в 67 баллов из 100. Скотт Стейнберг из IGN поставил игре 8 баллов из 10, высоко оценив простой интерфейс, логику головоломок, уровень сложности и графику. Рон Дулин из GameSpot поставил игре 6 баллов из 10. Он был впечатлен графикой, назвав неигровых персонажей «одними из самых красивых человеческих персонажей, когда-либо появлявшихся в компьютерных играх». Однако он критически отнесся к озвучке и основному игровому процессу, сказав: «Игра несколько интересна только потому, что она быстрая, легкая и атмосферная. Она очень короткая, так что даже начинающим любителям приключений не составит труда пройти её за несколько сессий».